# Кондратьево (Омская область)
Кондратьево — село в Муромцевском районе Омской области России. Административный центр Кондратьевского сельского поселения.

## История
Основано в 1826 году. В 1928 году состояло из 216 хозяйств, основное население — русские. Центр Кондратьевского сельсовета Муромцевского района Тарского округа Сибирского края.

## Население
| 1926 | 2010 |
| ---- | ---- |
| 1130 | ↘445 |